# Autonome nervesystem
Det autonome nervesystem består af nerveceller, der ligger uden for centralnervesystemet. Det regulerer de ubevidste funktioner i kroppen, specielt aktiviteten i den glatte muskulatur i blodkar og indre organer, hjertemuskulatur og kirtelsekretion. Det inddeles i det sympatiske nervesystem, det parasympatiske nervesystem og det enteriske nervesystem (til fordøjelsessystemet).
Betegnelsen "autonom" er misvisende, idet funktionen af det autonome nervesystem påvirkes af talrige områder i centralnervesystemet, hvoraf nogle kan være styret af bevidstheden.